# Курортный проспект (Сочи)
Куро́ртный проспе́кт — главная и самая длинная улица города Сочи. Центральная магистраль города, идущая вдоль берега Чёрного моря. Один из двух городских проспектов, наряду с перпендикулярным ему проспектом Пушкина.
Курортный проспект является частью федеральной трассы А147, проходящей через Джубгу, Туапсе, Лазаревское и Сочи.

## История

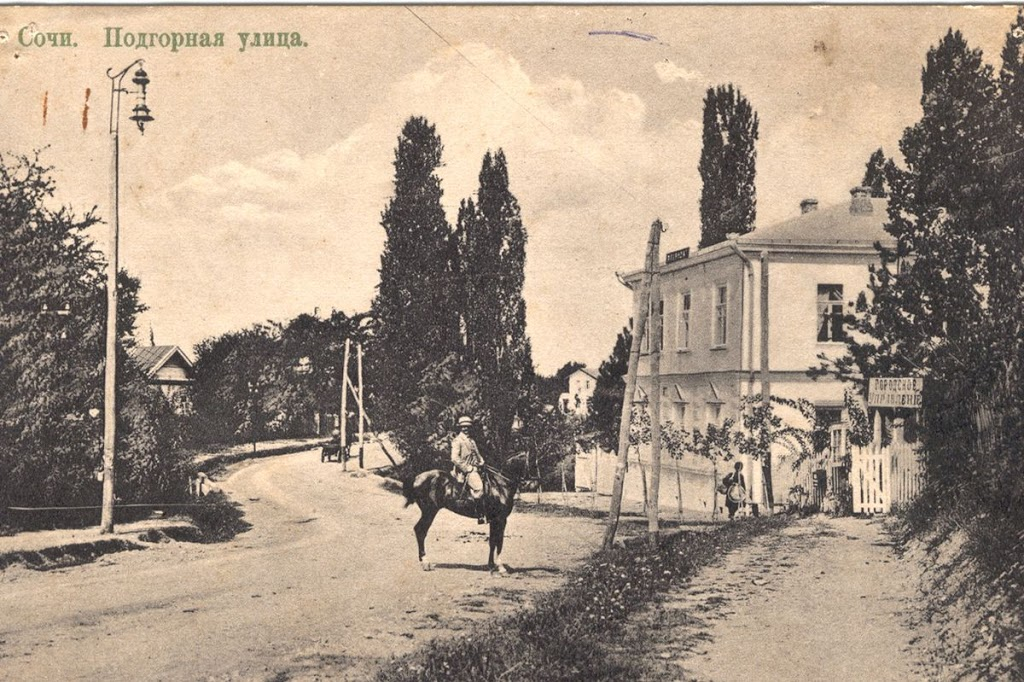
Подгорная улица (в настоящее время — Курортный проспект) в 1910 году

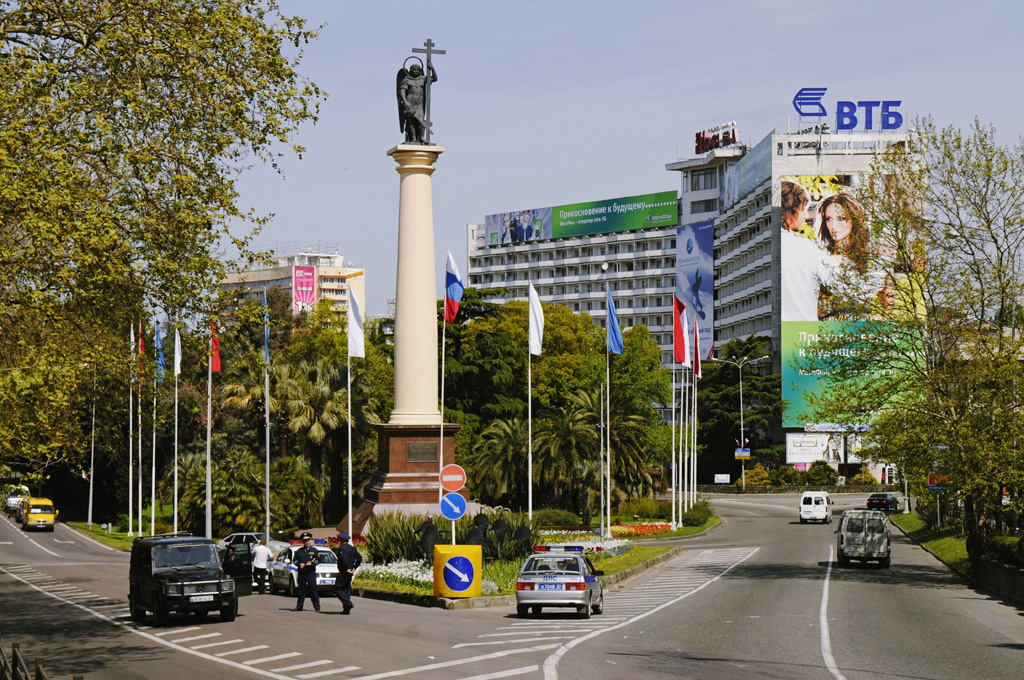
Монумент Михаила Архангела на Курортном проспекте

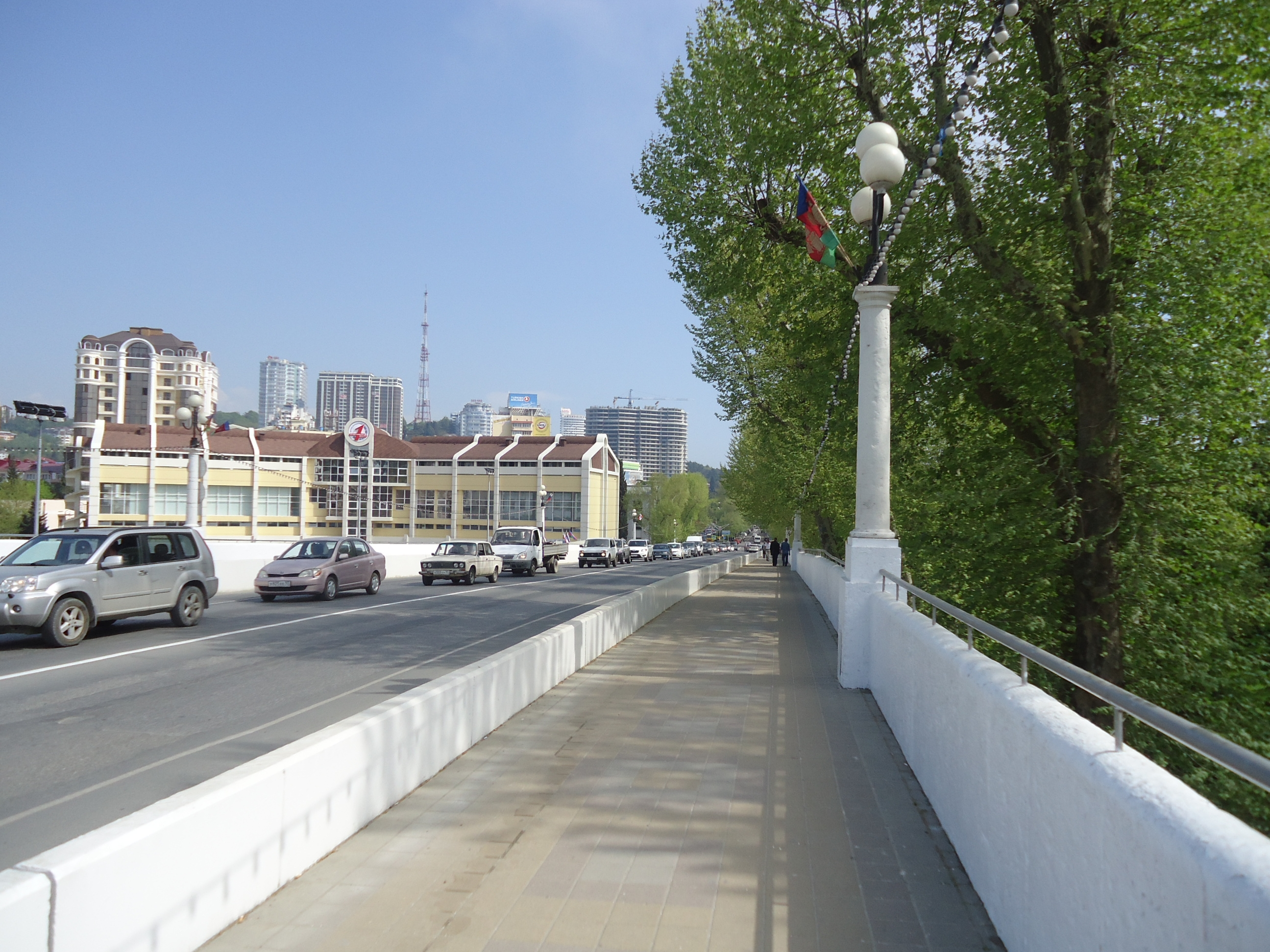
Курортный проспект Проезд через реку Сочи

Проложен в 1934—1936 как проспект имени Сталина (Сталинский проспект) путём соединения Ремесленного переулка, Мамонтовской улицы и Подгорной улицы. Продолжен дальше до Верещагинской стороны при помощи строительства Верещагинского виадука. Проспект существенно выпрямил и сократил путь между Нижним и Верхним Старым городом в центральной части Сочи, соединив её с микрорайоном Светлана. C 1957 проспект Сталина переименован в Курортный. В 1911—1912 вдоль Мамонтовского спуска устроен железобетонный тротуар. В советское время Мамонтовский спуск был переименован в Пролетарский подъём и в 1974 году реконструирован. Частью Курортного проспекта является знаменитая Платановая аллея. Она была высажена сочинскими гимназистами в честь 300-летия царствования Дома Романовых в 1913 году.

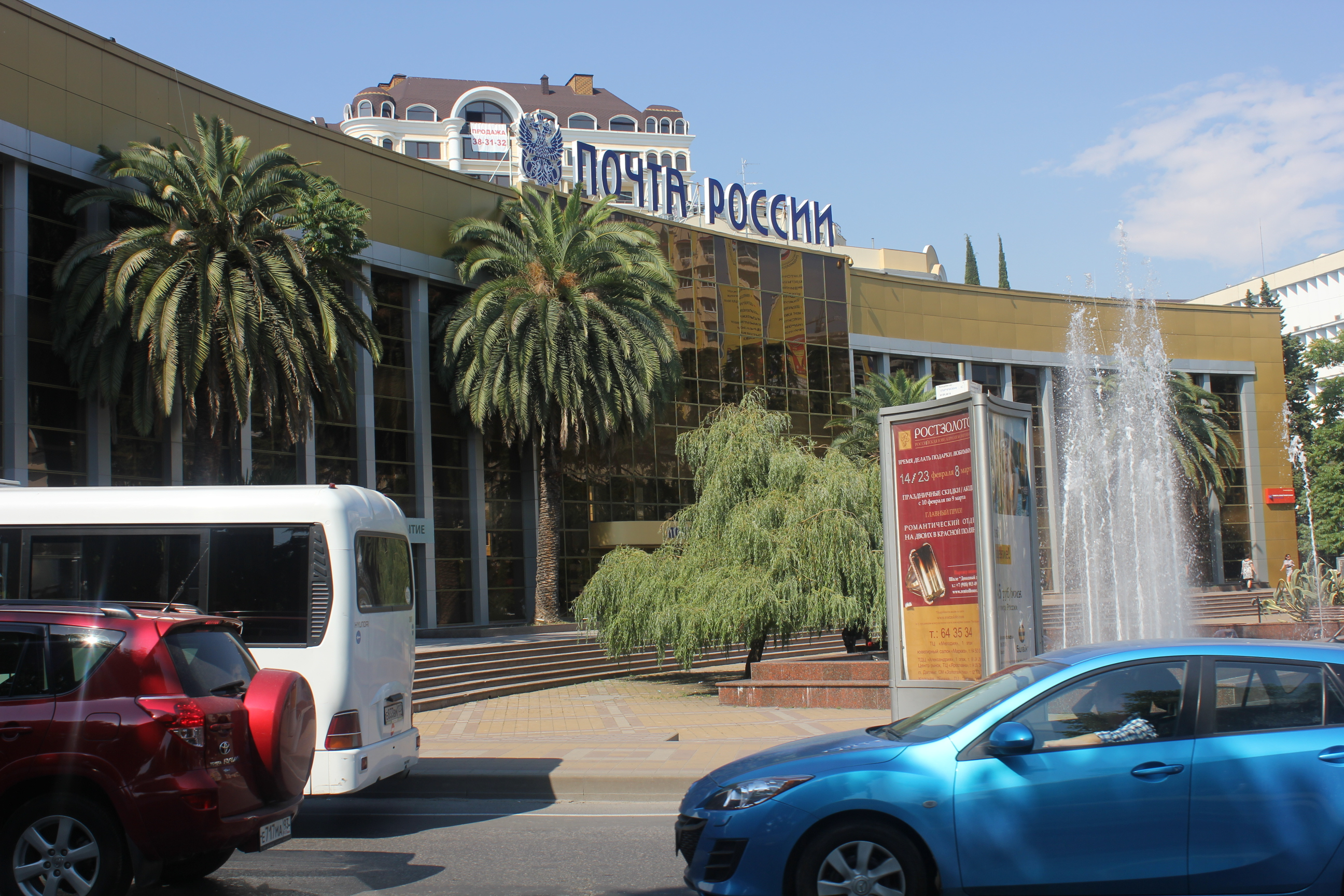
Здание Почты России на Курортном проспекте, Сочи, 2012 г.

## Достопримечательности
- Платановая аллея
- Поющие фонтаны
- Монумент Михаила-Архангела

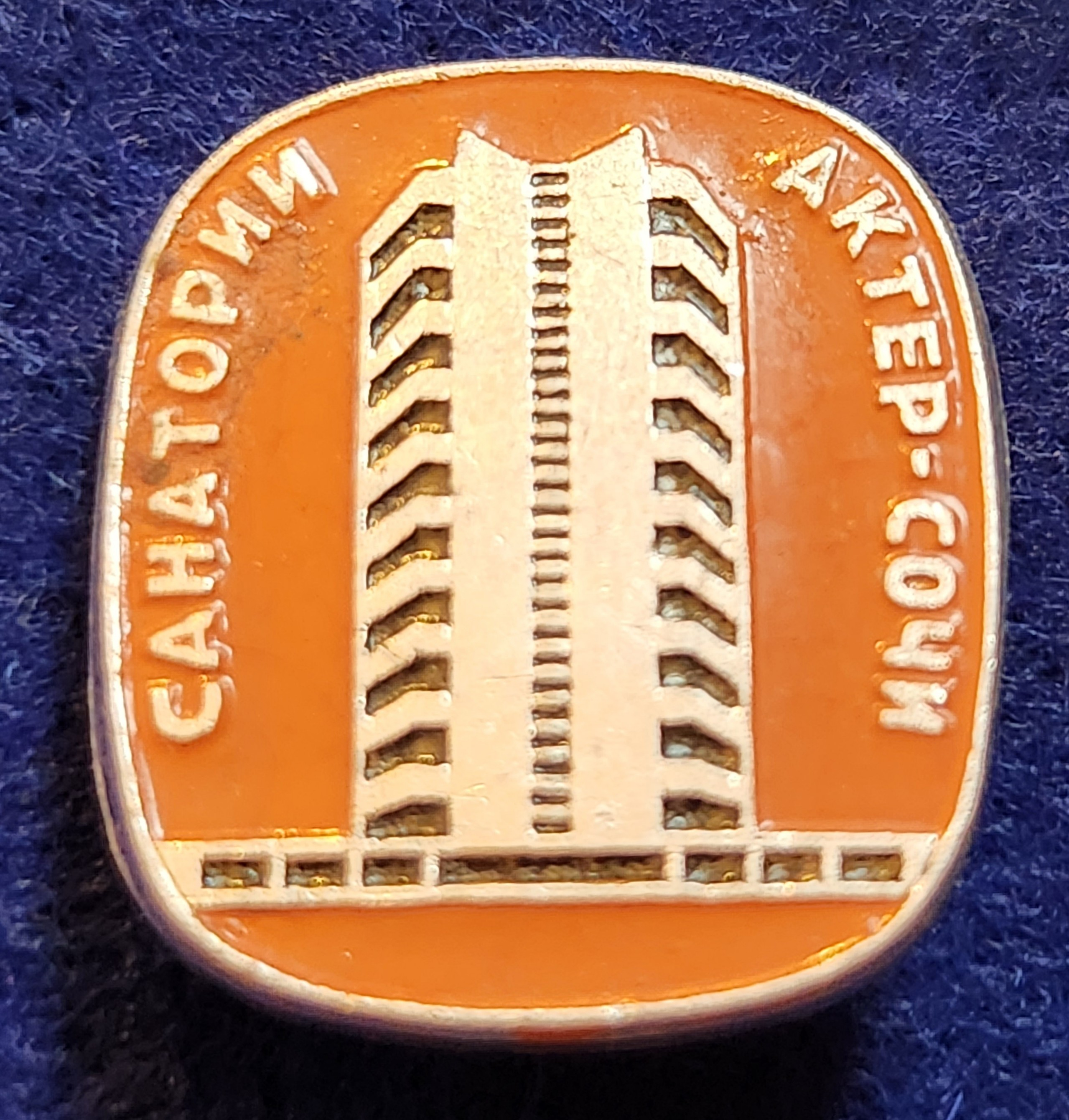
Значок санаторий Актер-Сочи № 105-а Курортный проспект

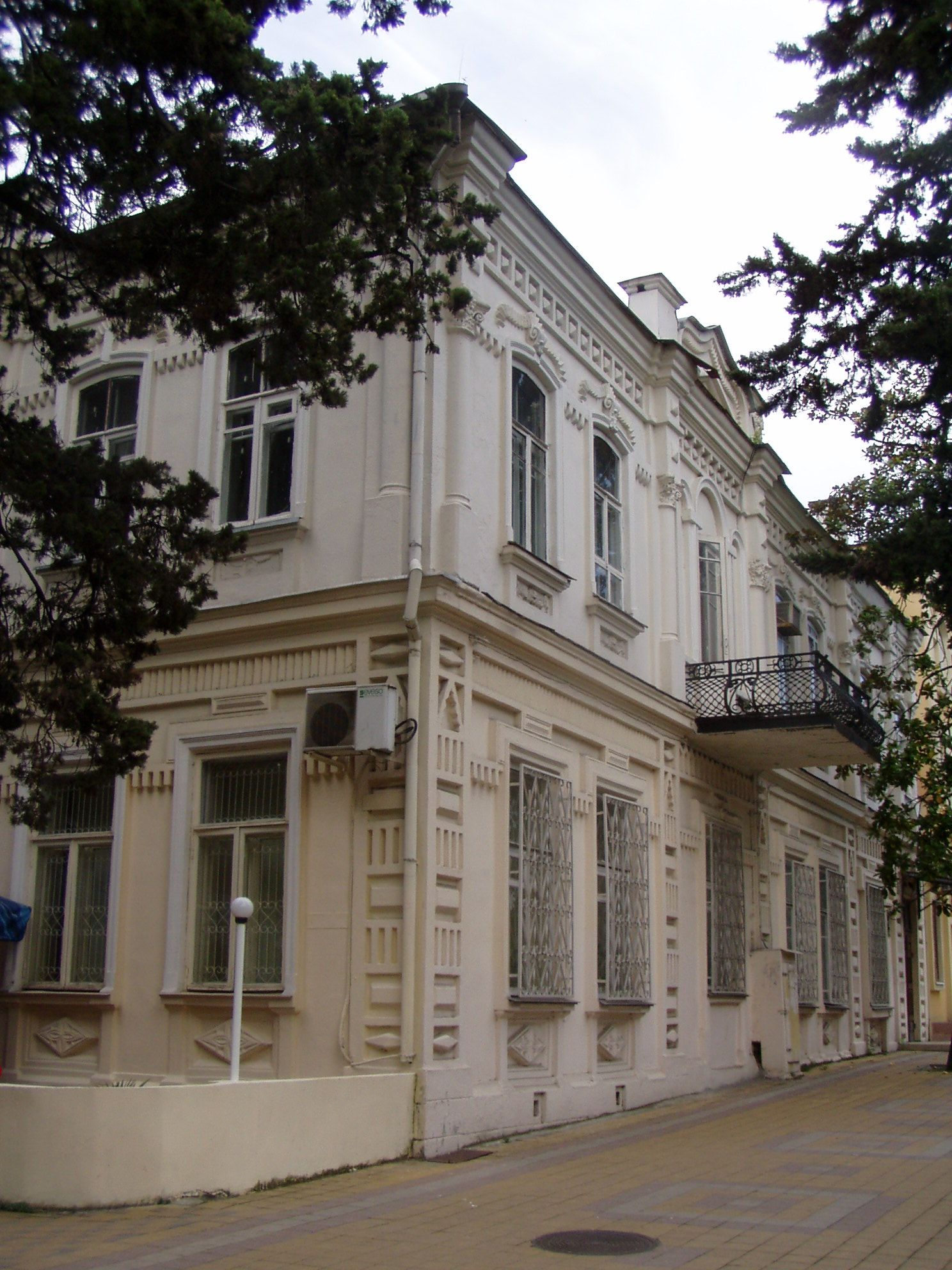
Здание бывшей переселенческой гостиницы

- Композиция «Золотое руно», посвящённая мифу об аргонавтах.

## Примечательные здания

### Нечётная сторона
- № 37 — Сочинский центр красоты и искусств.
- № 49 — Противомалярийная станция. Бывший дом Прилуковых. Здесь работал С. Ю. Соколов. Начало XX века. Памятник архитектуры регионального значения.
- № 51 — Художественный музей.
- № 57 — Детский реабилитационный центр «Виктория». Бывший Клуб пограничников. В 1929 году в клубе выступал В. В. Маяковский. Позже здесь располагался кинотеатр «Бриз» и детский кинотеатр «Светоч». Постройка 1910-х годов. Памятник архитектуры регионального значения.
- № 67 — Церковь «Дом Евангелия». Бывшая аптека. Начало XX века. Памятник архитектуры регионального значения.
- № 75 — санаторий «Светлана».
- № 89 — пансионат «Камелия».
- № 99 — санаторий «Правда».
- № 101 — санаторий «Приморье».
- № 103 — отель «Рэдиссон САС Лазурная».
- № 105-а — санаторий «Актёр».
- № 113 — Сочинское отделение Русского географического общества.

### Чётная сторона

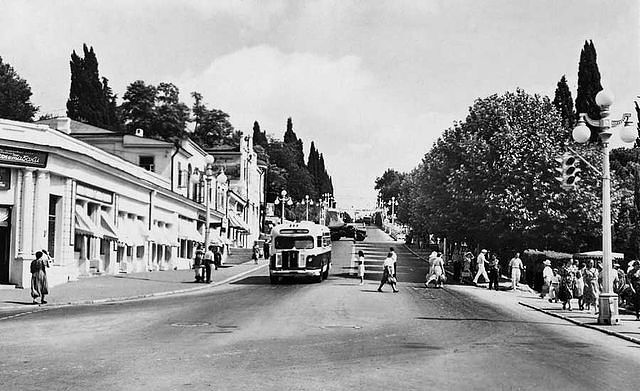
Угол Сталинского проспекта и улицы Горького. 1930-е годы

- Курортный проспект (Проспект Сталина) на почтовой марке 1949 года№ 18 — гостиница Sochi Plaza.

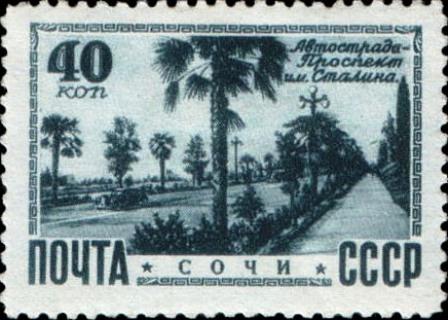
Курортный проспект (Проспект Сталина) на почтовой марке 1949 года

- № 32 — Центр внешкольной работы и детского творчества. Ансамбль виллы «Вера» Костаревой (здания, фонтан). Постройка 1910 года. В 1918—1920 здесь находились Сочинские исполком и ревком. Памятник архитектуры регионального значения.
- № 32-а — Сочинское училище искусств.
- № 50 — гостиница «Сочи-Магнолия».
- № 56 — Здание бывшей переселенческой гостиницы. Турецкое кафе «бистро».
- № 72 — «Сочи-Бриз».
- № 74 — Сочинский дендрарий.
- № 96 — санаторий имени Орджоникидзе.
- № 92 — санаторий «Металлург».
- № 94 — Центральный военный санаторий.
- № 106-а — администрация Хостинского района города Сочи.
- № 108 — санаторий «Заря».
- № 110 — Научно-исследовательский центр курортологии и реабилитации. Памятник архитектуры федерального и регионального значения. Архитектор А. В. Щусев, 1928—1929.
- № 120 — санаторий «Зелёная роща».

Здание сочинского цирка (Депутатская улица, 8) обращено парадным фасадом к Курортному проспекту. За этот проект архитекторы цирка: Ю. Л. Шварцбрейм (руководитель авторского коллектива), В. Я. Эдемская, Н. В. Топилин и инженер-строитель П. У. Карпов получили в 1972 году Государственную премию СССР.

## Интересные факты
- Именем проспекта названа одна из передач Сочинской государственной телекомпании — «Курортный проспект», одна из городских газет — «Курортный проспект» и рок-группа — «Курортный проспектЪ».